# Potestas
Potestas (lateinisch „Macht“, „Vollmacht“, „Möglichkeit“) ist ein inhaltlich zunächst unbestimmter Begriff für jede tatsächliche Beherrschungs- oder Entscheidungsmöglichkeit, den die Römer als Bezeichnung für die magistratische Gewalt im Sinne einer verfassungsrechtlich zugestandenen Verfügungsbefugnis beziehungsweise Handlungsvollmacht konkretisierten.
Die Begrifflichkeit potestas war bereits in der Antike schwer zu fassen und es galt, sie gegenüber dem spezifischeren imperium (Befehl, Befehlsgewalt) abzugrenzen. Es bestand allerdings die Tendenz, imperium als vor allem militärisch, potestas hingegen als vor allem in Hinsicht auf zivile Amtsgewalt zu begreifen. In einer Mehrzahl von Gesetzen (so beispielsweise in der lex Rubria oder der Lex Ursonensis) kommt zum Ausdruck, dass potestas der weitere, imperium der engere Begriff war. Die Amtsgewalt der Zensoren, Volkstribune, Ädilen und Quaestoren wurde überhaupt nur mit potestas erfasst (censoria, tribunicia).
In außenpolitischem Kontext bedeutete die Floskel in potestatem se dedere („sich unter potestas begeben“), dass man sich Roms Macht unterwarf. Privatrechtlich bedeutsam war die patria potestas, also die väterliche Verfügungsgewalt des männlichen Familienoberhauptes über seine Verwandten und Sklaven, die theoretisch sogar das Recht zur Tötung Angehöriger beinhaltete und noch bis in die Spätantike de iure unangetastet blieb. 
Staatsrechtlich verstand man unter der potestas die mit einem bestimmten Amt verbundenen Befugnisse. Ein römischer Magistrat verfügte gegenüber Inhabern von Ämtern, die im cursus honorum unter ihm standen, grundsätzlich über maior potestas („überlegene Amtsgewalt“). Von der potestas zu unterscheiden ist die auctoritas, also die informelle Macht, die nicht an ein Amt gebunden war, sondern an Ansehen, Reichtum und Klientel. Augustus macht den Unterschied zwischen potestas und auctoritas an wichtiger Stelle deutlich, als er meint, den anderen Amtsträgern zwar nicht an potestas, so doch an auctoritas überlegen zu sein.
Seit der späten Römischen Republik kam es vor, dass Amt und Amtsgewalt voneinander getrennt wurden, dass also potestas verliehen wurde, ohne an die Bekleidung einer entsprechenden Magistratur gebunden zu sein. Der bedeutendste Fall ist der der Amtsgewalt des Volkstribuns (tribunicia potestas), die bereits Caesar übertragen worden war und dann seit 22 v. Chr. eine der Schlüsselgewalten der römischen Kaiser darstellen sollte.